# 支持美国黑人抗暴斗争的声明

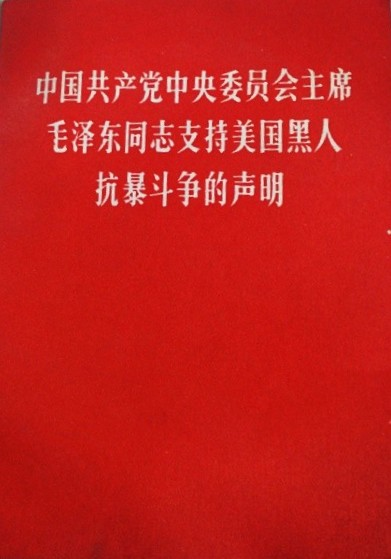
《中國共產黨中央委員會主席毛澤東同志支持美國黑人抗暴鬥爭的聲明》小冊子封面

《中国共产党中央委员会主席毛泽东同志支持美国黑人抗暴斗争的声明》是中国共产党中央委员会主席毛泽东于1968年4月16日发表的旨在支持美国黑人抗暴斗争的声明。

## 背景
1968年4月4日，美国著名黑人民權運動领袖、浸信会牧师马丁·路德·金在田納西州孟菲斯參與領導罷工運動時，在洛林汽车旅馆的阳台被一名刺客開槍正中喉咙致死，年僅39歲。1968年4月5日，美国巴尔的摩、芝加哥、华盛顿哥伦比亚特区等地125个城市爆发了抗议马丁·路德·金遇刺身亡的种族骚乱。4月9日马丁·路德·金的葬礼举行。马丁·路德·金遇刺身亡及此事件引发的骚乱引起了全世界的关注。为支持美国黑人的斗争，中国共产党中央委员会主席毛泽东于1968年4月16日公开发表了此份令全世界瞩目的声明。这也是他继1963年发表《支持美国黑人反对美帝国主义种族歧视的正义斗争的声明》之后，第二次发表支持美国黑人斗争的声明。
1961年，美国国内以非暴力手段挑战种族隔离制度的自由乘车运动兴起，但在1961年8月在美国肯尼迪政府执政期间，参加该运动的学生组成的一个小队于北卡罗来纳州门罗市遭到当地三K党的绑架和殴打，当地黑人区也遭到枪击，造成重伤，史称门罗事件。 著名黑人领袖罗伯特·威廉直接领导了门罗市的黑人运动，1961年8月因门罗事件受到联邦调查局的通缉，被迫于当年9月起流亡国外。在居留古巴期间，罗伯特·威廉两次致信中国共产党中央委员会主席毛泽东，要求毛泽东主席发表声明，支援美国黑人反种族歧视斗争。
1963年8月8日，中国共产党中央委员会主席毛泽东接受罗伯特·威廉的要求，发表了《支持美国黑人反对美帝国主义种族歧视的正义斗争的声明》。罗伯特·威廉在接到声明后于8月14日在古巴发表长篇文章《毛泽东的美国黑人解放宣言》，将该声明同林肯的《解放宣言》相提并论，称：“毛泽东主席向世界各国人民发出的支援在战斗中的我们人民的呼吁，是一个新的解放宣言。”杜波依斯夫人雪莉·格雷厄姆·杜波依斯说：“从来还没有一个强大的国家的领袖向全世界发出过这样的号召。”“我的丈夫杜波依斯博士和我对伟大的领袖和人类的朋友毛主席表示感谢。”1963年8月27日美国著名学者和黑人领袖杜波依斯去世，中国共产党中央委员会主席毛泽东、中华人民共和国副主席宋庆龄、中华人民共和国国务院总理周恩来、中华人民共和国外交部部长陈毅先后向杜波伊斯夫人雪莉·格雷厄姆·杜波依斯发去唁电。罗伯特·威廉和夫人梅贝尔应邀于1963年9月至11月访问中华人民共和国北京、杭州、上海等地，受到中国共产党中央委员会主席毛泽东、中华人民共和国主席刘少奇、中华人民共和国国务院总理周恩来、全国人民代表大会常务委员会委员长朱德等领导人的接见。 1963年至1964年，美国黑人民权运动掀起高潮，1963年先后发生亚拉巴马州伯明翰市黑人集会和游行（即伯明翰运动）遭到政府大规模逮捕和镇压的事件，以及密西西比州黑人领袖梅加·埃弗斯在家中被杀事件。1964年初，五十万人在纽约掀起罢课运动，反对歧视黑人的教育制度；该年8月，纽约市哈莱姆区（1964年哈莱姆骚乱）、布鲁克林区以及纽约州罗切斯特市（1964年罗切斯特骚乱）先后爆发黑人斗争。1965年，美国著名黑人民權運動领袖、浸信会牧师马丁·路德·金在亚拉巴马州塞尔马领导的非暴力主义的黑人选民登记运动遭到政府强力镇压，酿成塞尔马事件，两千人被关进监狱，1名黑人群众被开枪打死，马丁·路德·金随后领导黑人群众三次从塞尔马向蒙哥马利非暴力进军(蒙哥马利非暴力进军)。同年8月，洛杉矶爆发瓦茨骚乱，黑人群众同军警展开激战，造成重大死伤。1966年，密西西比州的黑人举行了“争取自由进军”。 1965年至1967年，黑人运动同反战运动相结合。1966年，马丁·路德·金等领导的芝加哥黑人群众游行示威演变为黑人群众同军警的严重冲突，造成伤亡，此后美国其他城市也相继爆发类似事件。
进入1967年，美国黑人运动达到新的高峰，全国一百多个城市发生黑人斗争。据美国政府统计，该年前十个月，仅黑人大规模武装斗争便达七十五次，是1966年全年黑人斗争次数的三倍半，1965年全年黑人斗争次数的二十五倍。1967年7月，在1967年纽瓦克骚乱中，黑人群众同军警交战四天四夜，示威黑人中有22人被打死，2000人被打伤，1600多人被逮捕，军警中3人被打死，50多人受伤。8月，底特律爆发了震惊世界的空前规模的黑人同军警的武装冲突，全城六分之一被夷为平地，史称底特律骚乱。原学生非暴力协调委员会主席、黑豹党领袖斯托克利·卡迈克尔在底特律骚乱发生后称，许多参加斗争的美国黑人手上拿着红彤彤的《毛主席语录》。他还说，毛主席的许多教导正在帮助美国黑人觉醒起来。
美国黑人运动领袖之间，在对“非暴力”等问题的看法上存有分歧。在运动后期，罗伯特·威廉、斯托克利·卡迈克尔等人及一些黑人组织皆不赞同马丁·路德·金的非暴力主义，认为非暴力可以作为斗争手段，但并不是必须遵守的基本原则，针对暴力可以以暴力进行抵抗。 1968年3月底，孟菲斯发生以黑人为主的清洁工人要求加薪的罢工运动，遭到政府镇压，造成死伤。马丁·路德·金前去参与领导斗争并同政府协调。1968年4月4日，马丁·路德·金在田納西州孟菲斯的洛林汽车旅馆的阳台被一名刺客開槍正中喉咙致死，年僅39歲。1968年4月5日，美国巴尔的摩、芝加哥、华盛顿哥伦比亚特区等地125个城市爆发了抗议马丁·路德·金遇刺身亡的种族骚乱。4月9日马丁·路德·金的葬礼举行。1968年4月13日，日本《朝日新闻》驻美國记者辰浓和男报道，他为采访马丁·路德·金被刺后125个城市黑人鬥爭情况，于新泽西州的纽瓦克会见了青年反战运动的黑人领袖哈蒂逊，后者称：“在我们美国黑人中间，占压倒多数的人崇敬毛泽东主席！”辰浓和男还报道称，他在纽瓦克的黑人贫民窟访问一个黑人工人家庭时，该工人拿出了红色的《毛主席语录》英文版并称赞其是一本好书，在工人家庭的墙上还挂着毛主席的照片，该工人说：“一句话，毛泽东是伟大的人物。他把那样古老的中国改变过来了！”
1968年4月16日，中国共产党中央委员会主席毛泽东发表声明，支持美国发生的黑人抗暴斗争，这是继1963年接受罗伯特·威廉的要求发表《支持美国黑人反对美帝国主义种族歧视的正义斗争的声明》之后发表的第二个声明。1968年4月17日即声明见报的同一天，罗伯特·威廉和杜波依斯夫人雪莉·格雷厄姆·杜波依斯在北京接受新华社采访，热烈支持新声明的发表。
马丁·路德·金去世后，美国黑人民权运动逐渐走入低谷。但中国共产党和一些美国黑人领袖仍然在此前后彼此保持和加强联系。1969年5月1日，美国黑人领袖罗伯特·威廉和夫人应邀登上北京天安门城楼，同中国共产党毛泽东主席和林彪副主席等中国共产党领袖共同参加了“五一”国际劳动节晚会。毛泽东和林彪还共同在罗伯特·威廉的红宝书上题字。之后他结束了流亡生涯，回到了美国。斯托克利·卡迈克尔等黑人领袖也相继访问了中华人民共和国。杜波依斯夫人1977年在北京治病期间去世。
新华社1968年8月7日的分析代表了当时中华人民共和国国内对美国黑人民权运动发展的看法：
该文章还分析称：“美国黑人在政治上加速觉醒的一个重要的标志是，他们中越来越多的人把黑人争取自身解放的斗争同反对美帝国主义的对外侵略政策联系起来，其中有些先进分子逐渐开始认识到，必须彻底摧毁帝国主义制度，否则黑人就不可能获得彻底解放。”其中最突出的表现就是美国黑人对越南战争的各种反对。
此外，黑人解放运动还同学生运动和工人运动相结合，形成了新的斗争形势，

## 内容
该声明于1968年4月17日刊登于《人民日报》头版头条。其内容为：
该声明当月即出版了包括外文版在内的多个单行本，在中华人民共和国及其他国家发行。

## 单行本
- 中国共产党中央委员会主席毛泽东同志支持美国黑人抗暴斗争的声明: 一九六八年四月十六日，北京 : 人民出版社, 1968
- 美国黑人抗暴斗争形势简图，地图出版社编制，北京 : 地图出版社, 1968.4（本图是中国共产党中央委员会主席毛泽东同志支持美国黑人抗暴斗争的声明附图）

民族出版社版本
- 中国共产党中央委员会主席毛泽东同志支持美国黑人抗暴斗争的声明 （哈萨克文），民族出版社翻译，北京 : 民族出版社, 1968
- 中国共产党中央委员会主席毛泽东同志支持美国黑人抗暴斗争的声明 （藏文），民族出版社翻译，北京 : 民族出版社, 1968
- 中国共产党中央委员会主席毛泽东同志支持美国黑人抗暴斗争的声明 （维吾尔文），民族出版社翻译，北京 : 民族出版社, 1968
- 中国共产党中央委员会主席毛泽东同志支持美国黑人抗暴斗争的声明 （朝鲜文），民族出版社翻译，北京 : 民族出版社, 1968
- 中国共产党中央委员会主席毛泽东同志支持美国黑人抗暴斗争的声明 （蒙古文），民族出版社翻译，北京 : 民族出版社, 1968

外文出版社版本
- （斯瓦希里文）Taarifa ya komredi Mao Tse-tung, mwenye kiti wa Kamiti kuu ya Chama cha Kikoministi cha China, ya Kuunga mkono mapigano ya wamarekani weusi dhidi ya ukandamizi wa kutumia nguvu (Aprili 16, 1968). Peking : Ofisi ya Uchapaji wa Lugha za Kigeni, 1968.
- （斯洛文尼亚文）Izjava predsednika Centralnog Komunisticke Partije Kine druga Mao Ce Tunga u podrsku borbi americkih crnaca protiv nasilnih represalija (16. april 1968). Peking : Izdavacko Preduzecé Literature na Stranim Jezicima, 1968.
- （葡萄牙文）Declaraçao do camarada Mao Tsetung, presicente do Comitê Central do Partido Comunista da China, de apoio a luta dos negros norte-americanos contra a repressao violenta (16 de abril de 1968). Pequim : Ediçoes em Linguas Estrangeiras, 1968.
- （葡萄牙文）Declaraçao do camarada Mao Tsétung, presidente do Comité Central do Partido Comunista da China, de apoio à luta dos negros norte-americanos contra a repressao violenta (16 de Abril 1968). Pequim : Ediçoes em Línguas Estrangeiras, 1968.
- （意大利文）Dichiarazione del compagno Mao Tse-tung, presidente del Comitato Centrale del Partito Comunista Cinese, in appoggio alla lotta degli afroamericani contro la repressione violenta. Pechino : Casa Editrice in Lingue Estere, 1968.
- （希腊文） (16  1968). , 1968.
- （印度尼西亚文）Jawabin aboki Mao Tse-tung, shugaban Kwamitin tsckiya na jam’iyyar Kwaminis ta sin, domin goyon bayan faamar bakaken fatan Amirka ta kin danniyar mugunta (16 ga Afril, 1968). Peking : Madaba’ar Harsunan Waje, 1968.
- （德文）Erklärung des Genossen Mao Tse-tung, Vorsitzenden des Zentralkomitees der Kommunistischen Partei Chinas, zur Unterstützung der Afro-Amerikaner in ihrem Kampf gegen gewaltsame Unterdrückung (16. April 1968). Peking : Verlag für Fremdsprachige Literatur, 1968.
- （法文）Déclaration du camarade Mao Tse-toung, président du Comite Central du Parti Communiste Chinois, pour soutenir la lutte des Afro-américains contre la repression par la violence (16 avril 1968). Péking : Editions en Langues Etrangères, 1968.
- （世界语）Deklaro de kamarado Mau Zedong, prezidanto de la Centra Komitato de la Komunista Partio de Cinio, por subteni la batalon de la usonaj nigruloj kontraú perforta subpremo (16 aprilo 1968). Pekino : Fremdlingva Eldonejo, 1968.
- （英文）Statement by comrade Mao Tse-tung, chairman of the Central committee of the Communist Party of China, in support of the Afro-American struggle against violent repression (April 16, 1968). Peking : Foreign Languages Press, 1968.
- （西班牙文）Declaración del camarada Mao Tse-tung, presidente del Comité Central del Partido Comunista de China, en apoyo de la lucha de los negros norteamericanos contra la violencia represiva (16 de abril de 1968). Peking : Ediciones en Lenguas Extranjeras, 1968.
- （朝鲜文）
- （越南文）
- （日文），北京：外文出版社，1968
- （阿拉伯文）
- （蒙古文）
- （老挝文）
- （缅甸文）
- （泰文）
- （孟加拉文）
- （印地文）
- （乌尔都文）
- （波斯文）
- （泰米尔文）
- （土耳其文）
- （豪萨文）
- （俄文）

世界各國的出版社的版本
- （英文）Statement by comrade Mao Tse-tung, chairman of the Central committee of the Communist Party of China, in support of the Afro-Americacan struggle against violent repression (April 16, 1968). Colombo: People's Press，1968
- （泰米尔文）Colombo: People's Press, 1968
- （僧伽罗文）Colombo: People's Press, 1968

## 邮票
为纪念该声明的发表，中华人民共和国邮电部于1968年5月31日发行编号为“文9”的“中国共产党中央委员会主席毛泽东同志支持美国黑人抗暴斗争的声明”邮票，全套1枚，面值8分。票面为红地白字，主图为毛主席在天安门城楼上挥手致意的相片，其左侧为声明节选，下有中国人民邮政六字。